# Sue S. Dauser

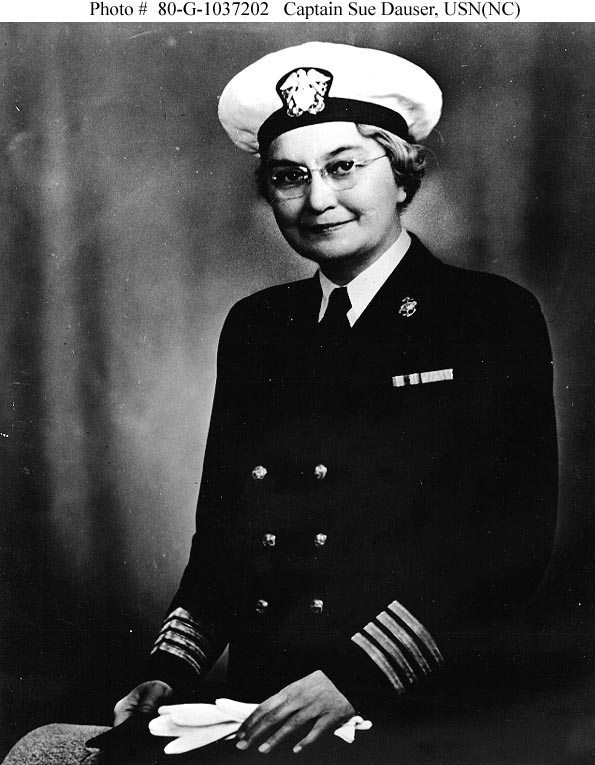
Sue S. Dauser

Sue Sophia Dauser (* 20. September 1888 in Anaheim, Kalifornien; † 11. März 1972 ebenda) war  Krankenschwester und Superintendent des Navy Nurse Corps der US Navy.

## Leben
Sue Sophia Dauser studierte von 1907 bis 1909 an der Stanford University. Sie graduierte 1914 an der California Hospital School of Nursing zur Krankenschwester. Im September 1917 meldete sich Dauser freiwillig zur Marine und diente während des Ersten Weltkriegs im Naval Base Hospital Number 3 in Schottland. Dort wurde sie auch wenig später zur Chief Nurse (Oberschwester) ernannt. Später diente sie unter anderem im U.S. Naval Hospital in San Diego, Kalifornien und auf verschiedenen Kriegsschiffen.
Zwischen 1920 und 1923 kümmerte sich Dauser um den schwerkranken US-Präsidenten Warren G. Harding. Sie begleitete ihn 1923 auf dem Zerstörer „Henderson“ auf seiner Reise nach Alaska und stand ihm wenig später auch an seinem Sterbebett zur Seite.
1939 wurde Dauser zum Superintendent des Navy Nurse Corps ernannt und zum Captain befördert.
Im November 1945 wurde Dauser aus dem aktiven Dienst in den Ruhestand versetzt. Sie hatte während ihrer Dienstzeit das Korps von anfänglich 600 auf 11.500 Krankenschwestern vergrößert. Am 11. März 1972 starb Captain Dauser im Alter von 83 Jahren.

## Verdienst
Sue S. Dauser setzte sich für die Gleichberechtigung der weiblichen Seeoffiziere und Krankenschwestern in Beförderung und Bezahlung gegenüber den männlichen Kollegen ein.